# فلدفبل دنکووو
فلدفبل دنکووو (به بلغاری: Feldfebel Denkovo) یک منطقهٔ مسکونی در بلغارستان است که در شهرستان دوبریچکا واقع شده‌است.